# Notker von St. Gallen
Notker von St. Gallen († 15. Dezember 975) war Abt des Benediktinerklosters St. Gallen von 971 bis 975.

## Leben
Notker wurde von seinem Vorgänger Purchart für das Amt des Abtes vorgeschlagen. Seine Wahl erfolgte am 18. Mai 971. Er war der Neffe der Äbte Thieto und Craloh sowie Notker II. Pfefferkorn.

## Wirken
Unter Notker erholte sich das Kloster wirtschaftlich. Zeugnis davon liefert die Beendigung der von seinem Vorvorgänger Anno begonnenen Stadtmauern. Notker griff auf die Statuten Hartmuts zurück sowie diejenigen des Visitationsabtes aus der Zeit seines Vorgängers Purchart, Kerbodo von Lorsch, um die Disziplin und Ökonomie des Klosters zu bessern. Seine Strenge kannte allerdings Grenzen; so wurde er als «abba benignus» (dt.: «milder Abt») bezeichnet. Auf seine Regierung geht auch das erste Zeugnis für die Entstehung der sankt-gallischen Ministerialität zurück.